# イウィ
イウィ (Iwi, マオリ語発音: [ˈiwi]) は、アオテアロア（ニュージーランド）のマオリ社会における最大の社会単位である。マオリ語のiwiという語は「人」または「国家」を意味し、「部族」、または「部族連合」と訳されることが多い。この語はマオリ語では単数形と複数形を兼ねる。 
イウィの集団は、伝統的にハワイキ(Hawaiki)からやってきた最初のポリネシア人移住者の祖先まで辿る事ができる。いくつかのイウィは、whakapapa(伝統的系図)に基づいたより大きなグループに集まったwaka(意味「カヌー」、もともと海を渡って移住してきたことに関連している)として知られている。これらの大集団は一般に、実用的な機能よりもむしろ象徴的な機能を果たす。ヨーロッパ人到達以前の時代には、マオリの大部分はhapū(「準部族」)とwhānau(「家族」)という形の比較的小さな集団と結びついていた。各イウィは多数のハプーを含む。例えば、ンガーティ・ファートゥア・イウィの中のハプーには、テ・ウリ＝オ＝ハウ、テ・ロロア、テ・タオウー、ンガーティ・ファートゥア＝オ＝オーラーケイがある
現代のニュージーランドでは、イウィは土地やその他の資産の回復と管理において大きな政治的権力を行使することができる（例えば、1997年にニュージーランド政府とンガーイ・タフとの間に結ばれたワイタンギ条約に基づく和解では、1840年のワイタンギ条約で保障された権利の様々な損失を補償している）。イウィによる出来事はニュージーランドの政治と社会に大きな影響を与えうる。2004年、一部のイウィが海底と沿岸地域の所有権を法廷で実証しようとしたことで、世論は二分された（ニュージーランドの潮間帯と海底に関する論争を参照)。 

## ネーミング
マオリ語や他の多くのポリネシアの言語では、iwiは字義通りには「骨」を意味する。マオリ語では、他の場所に旅行したり住んだりした後に故郷に帰ることを「骨へ戻る」、つまり文字通り先祖の埋葬地に戻るというかもしれない。マオリの作家ケリ・ヒュームの小説「The Bone People」(1985)は、骨と「部族の人々」という二重の意味に直接結びついた題名である。 
多くのイウィの名前は、NgātiまたはNgāi（それぞれ、どちらも概ね「～の子孫」を意味するngā ātiとngā aiに由来する）から始まる。Ngātiは、人々の集団を指す、ニュージーランド英語の生産的な形態素となっている。例えば、ンガーティ・ Pākehā（集団としてのパーケハー）、ンガーティ・ Poneke（ウェリントン地方に移住したマオリ）、ンガーティ・ Rānana（ロンドン在住のマオリ）などがある。Ngāti Tūmatauenga（「トゥーマタウエンガ（軍神）の部族」）は、ニュージーランド陸軍のマオリ語での正式名称であり、Ngā Opango（「黒い部族」）は、オールブラックスのマオリ語の名前である。 
マオリ語の南島方言では、ンガーティ・とNgāiはKātiとKāiになり、Kāti MāmoeやNgāi Tahu/Kāi Tahuなど一部のイウィで使われる語となる。 

## 構造
各イウィには一般に認識されている領地(rohe)が存在するが、これらの多くは重複しており、時には完全に重複していることもある。このことにより、歴史的な条約上の主張をどのように解決するかについての長期にわたる議論や裁判が一層複雑になっている。海岸線の長さは、商業漁業に関連する請求権の解決に漁業権を割り当てるための(2004年の)最終的な立法の要因の一つとして浮上した。

### 民族自決
イウィは民族自決および/またはtino rangatiratangaの考えと理想を実現するための有望な手段になり得る。例えば、マオリ党は党則の前文に「自分の国の中で、ファーナウ、ハプー、イウィのための民族自決を達成するというtangata whenuaの夢と願望」と書いている。Tūhoeの一部は「民族自決」 を具体的に考えている。

### イウィのアイデンティティ
マオリの都市化が進み、かなりの割合が特定のイウィに属さなくなっている。以下は、2000年のニュージーランド高等法院の判決(漁業権の設定過程の議論)の抜粋で、この問題の一部を説明している。
 ... 81 percent of Māori now live in urban areas, at least one-third live outside their tribal influence, more than one-quarter do not know their iwi or for some reason do not choose to affiliate with it, at least 70 percent live outside the traditional tribal territory and these will have difficulties, which in many cases will be severe, in both relating to their tribal heritage and in accessing benefits from the settlement. It is also said that many Māori reject tribal affiliation because of a working class unemployed attitude, defiance and frustration. Related but less important factors, are that a hapu may belong to more than one iwi, a particular hapu may have belonged to different iwi at different times, the tension caused by the social and economic power moving from the iwi down rather than from the hapu up, and the fact that many iwi do not recognise spouses and adoptees who do not have kinship links. 

 （...マオリの81パーセントは現在都市部に住んでおり、少なくとも3分の1は部族の影響が及ばない場所に住んでおり、4分の1以上はイウィを知らないか、何らかの理由で所属していない。少なくとも70パーセントが伝統的な部族の領土の外に住んでおり、これらは部族の遺産に関連して、また入植地からの利益にアクセスすることの両方において、多くの場合厳しいものになるだろう。また、多くのマオリは、労働者階級の失業姿勢、反抗、欲求不満のために部族への所属を拒否しているとも言われている。関連はあるがそれほど重要ではない要因としては、hapuが複数のiwiに属している可能性があること、特定のhapuが異なるiwiに属している可能性があること、社会的および経済的な力によって引き起こされた緊張がhapuからではなくiwiから下がっていること、多くのiwiが、親族関係のない配偶者と養子縁組者を認識していないという事実が挙げられる） 
2006年の国勢調査では、先祖がマオリだと回答した643,977人の内16%が自分の属するイウィを知らなかった。また、11%はイウィの名を挙げないか、一般的な地理区分としての地域のみを挙げたか、単にwakaの名を挙げた。Iwi Helplineなどの取り組みでは、ユーザーが自分のiwiを簡単に識別できるようにしようとしており、イウィを「知らない」と答える人の割合は以前の調査と比較して減少している。
2018年の国勢調査によると、マオリの都市化はイウィとの繋がりにも影響を与えており、マオリの祖先を持つ人のうち、17.9%は自分のイウィを知らないと回答した。

### 汎部族主義
確立された汎部族組織の中には、イウィの各部門に影響力を及ぼすものもある。例えば、ラータナ教会はイウィの各部門にまたがって活動しており、マオリ王運動は主にワイカト/タイヌイの周辺に集まっているが、イウィの機能をより広いグループに超越することを目指している。

## イウィのラジオ
多くのiwiはメディア組織を運営しているか、関連している。これらのほとんどは、Te Whakaruruhau o Nga Reo Irirangi Māori(全国マオリ・ラジオ・ネットワーク)というラジオ局のグループに属している。このラジオ局は、Te Māngai Pāho(マオリ放送資金局)から論争可能な政府の資金提供を受け、iwiとhapūの代理として活動している。資金援助協定の下で、放送局は現地のマオリ語で番組を制作し、現地のマオリ文化を積極的に促進しなければならない。
マッセイ大学が2003年に発表した30,000人を対象とした2年間の調査では、マオリの50％がマオリの国立無線ネットワーク放送地域でイウィ放送局の放送を聞いていたことが示された。オークランド工科大学が2009年に行った研究によると、文化や家族歴、霊性、コミュニティ、言語、イウィとのつながりを保とうとするマオリが増えるにつれ、イウィラジオ局の視聴者は増えるだろうという。 
ビクトリア大学ウェリントンのテ・レオ・マーオリ協会は、マオリ語ラジオのキャンペーンを行い、1983年にウェリントンの学生向けラジオ局Radio Activeの放送時間を利用して、マオリが所有する最初のラジオ事業であるTe Reo o Ponekeの設立を支援した。1989年から1994年の間に21局のiwiによるラジオ局が設置され、ワイタンギ条約の主張に従って政府からの資金援助を受けていた。このラジオ局のグループはさまざまなネットワークを形成し、Te Whakaruruhau o Nga Reo Irirangi Māoriとなった。 

## 大規模なイウィ

### 人口別の最大のイウィ
1. ンガープヒ-125,601（2013年）-拠点はノースランド地方
2. ンガーティ・ポロウ-71,049（2013年）-拠点はギズボーンと東ケープ
3. ンガーティ・カフングヌ–61,626（2013年）–拠点は北島の東海岸
4. ンガーイ・タフ–54,819（2013年）–拠点は南島
5. ワイカト・タイヌイ–40,083（2013年）–拠点はワイカト地方
6. ンガーティ・トゥーファレトア–35,874（2013年）–拠点は北島中央部
7. ンガーティ・マニアポト–35,358（2013年）–拠点はワイカトとワイトモ
8. トゥーホエ（2013年）34,890--拠点はテ・ウレウェラとファカタネ
9. テ・アラワ-19,719（2013年）-拠点はベイ・オブ・プレンティ

以下は、2018年のニュージーランド国勢調査に基づく所属人口である。
1. ンガープヒ – 165,201 (2018年) – 拠点はノースランド地方
2. ンガーティ・ポロウ – 92,349 (2018年) – 拠点はギズボーンと東ケープ
3. ンガーティ・カフングヌ – 72,561 (2018年) – 拠点は北島の東海岸
4. ンガーイ・タフ – 70,053 (2018年) – 拠点は南島
5. ワイカト – 53,766 (2018年) – 拠点はワイカト地方
6. ンガーティ・トゥーファレトア – 44,883 (2018年) – 拠点は北島中央部
7. ンガーティ・マニアポト – 42,930 (2018年) – 拠点はワイカトとワイトモ
8. トゥーホエ – 41,259 (2018年) – 拠点はテ・ウレウェラとファカタネ

### 人口別の最大のイウィ集団
1. 所属なし–110,928（2013年）–iwiなしのニュージーランド系のマオリを含む所属
2. ワイカト・タイヌイ–55,995（2013年）–ワイカト地方に拠点を置く
3. ンガーイ・タフ・ファヌイ–55,986（2013年）–南島に拠点を置く
4. テ・アラワ-43374（2013年）-ロトルアとベイオブプレンティに拠点を置くiwiの同盟でhapū
5. テ・ヒク–33,711（2013年）–ノースランド地方のiwiとhapūの集団
6. ンガーティ・ラウカワ–29,442（2013年）–ワイカト地方、タウポ、マナワトゥーのiwiグループでhapū
7. テ・アティアワ–23,094（2013年）–タラナキとウェリントンのiwiグループでhapū
8. ハウラキ・マーオリ–14,313（2013年）–ハウラキ湾やその周辺のiwiグループでhapū

### その他の著名なイウィ
- ンガーティ・タマ（タラナキとウェリントンに拠点を置く）
- ンガーティ・トア（1820年代にテ・ラウパラハの指導の下でカフィアから移住し、ポリルアに拠点を置く）
- ンガーティ・ルアヌイ（タラナキ地方に本拠を置く）
- ンガーティ・ファートゥア（オークランド北部と、特にオラケイのバスティオン・ポイント）
- テ・アーティアワ–タラナキとロワー・ハット
- ファカトヘア（オポティキ地区に拠点を置く）

## 参照資料
1. ↑  Back cover: Ballara, A. (1998). Iwi: The dynamics of Māori tribal organisation from c.1769 to c.1945. Wellington, New Zealand: Victoria University Press.
- See also: Durie, A. (1999). Emancipatory Māori education: Speaking from the heart. In S. May (Ed.), Indigenous community education (pp. 67–78). Philadelphia, PA: Multilingual Matters.
- See also: Healey, S. M. (2006). The nature of the relationship of the Crown in New Zealand with iwi Māori. Unpublished doctoral dissertation, University of Auckland, New Zealand.
- See also: Sharp, A. (1999). What if value and rights lie foundationally in groups? The Maori case. Critical Review of International, Social and Political Philosophy, 2(2), 1–28.
2. ↑  Taylor, R. (1848). A leaf from the natural history of New Zealand, or, A vocabulary of its different productions, &c., &c., with their native names.
- White, J. (1887). The ancient history of the Maori, his mythology and traditions.
- Smith, S. P. (1910). Maori wars of the nineteenth century; the struggle of the northern against the southern Maori tribes prior to the colonisation of New Zealand in 1840.
- Best, E. (1934). The Maori as he was: A brief account of Maori life as it was in pre-European days.
- Buck, P. (1949). The coming of the Maori.
3. ↑  Ballara (1998, p. 17)
4. ↑  Ballara (1998, p. 164)
5. ↑  “Iwi: glossary definition”.   National Library of New Zealand. 2012年9月9日閲覧。
6. ↑  
Waitangi Tribunal – About the Reports
7. ↑  
“The Rules of the Maori Party”.   The Māori Party. 2008年9月7日閲覧。 “The Maori Party is born of the dreams and aspirations of tangata whenua to achieve self-determination for whānau, hapū and iwi within their own land; to speak with a strong, independent and united voice; and to live according to kaupapa handed down by our ancestors. The vision for the Maori Party will be based on these aspirations [...]”
8. ↑  
Tahana, Yvonne (2008年8月9日). “Tuhoe leader backs self rule”. The New Zealand Herald (Auckland: APN) 2008年9月7日閲覧. "Calls from Maori activist Tame Iti for self-government arrangements for the Tuhoe tribe similar to those Wales, Scotland and Northern Ireland have in the UK have been backed by a leader likely to negotiate the tribe's Treaty settlement. ... While other iwi have focused on economic transfer of assets as a way of achieving tino rangatiratanga or self-determination, Tuhoe have spelled out their intention to negotiate constitutional issues."
9. ↑  "Paterson J noted the changes in Maori society since 1840, and in particular urbanisation, which, it had been submitted, meant that an allocation to iwi would not deliver the benefits of the settlement to the beneficiaries. He said (at 320–321)", from 2000
10. ↑  Table 30, QuickStats About Māori, 2006 Census. Wellington: Statistics New Zealand.
11. ↑  “Iwi Helpline”. teohu.maori.nz.   Te Ohu. 2016年9月13日閲覧。
12. 1 2  “Iwi affiliation (estimated counts): 2018”.   Stats NZ (2021年6月22日). 2025年6月8日閲覧。
13. ↑  “Iwi Radio Coverage”. maorimedia.co.nz.   Māori Media Network (2007年). 2015年6月14日閲覧。
14. ↑  “The hidden success of Māori radio”. Massey University. (2003年8月1日) 2015年9月20日閲覧。
15. ↑  Robie, David (1 May 2009). “Diversity reportage in Aotearoa: demographics and the rise of the ethnic media” (PDF). Pacific Journalism Review (Auckland) 15 (1):  67–91 2015年9月20日閲覧。.
16. ↑  Walker (2014年10月22日). “First iwi radio station”. Te Ara: The Encyclopedia of New Zealand.  Ministry for Culture and Heritage. 2015年9月20日閲覧。
17. ↑  Smith, Cherryl Waerea-I-Te Rangi Smith (1994) (PDF). Kimihia Te Maramatanga: Colonisation and Iwi Development. Auckland: University of Auckland. pp. 119–141 2015年9月20日閲覧。
18. ↑  “Maori Radio Upgrade Project”. avc-group.eu.   AVC Group. 2015年9月19日閲覧。